# 디스크 드라이브

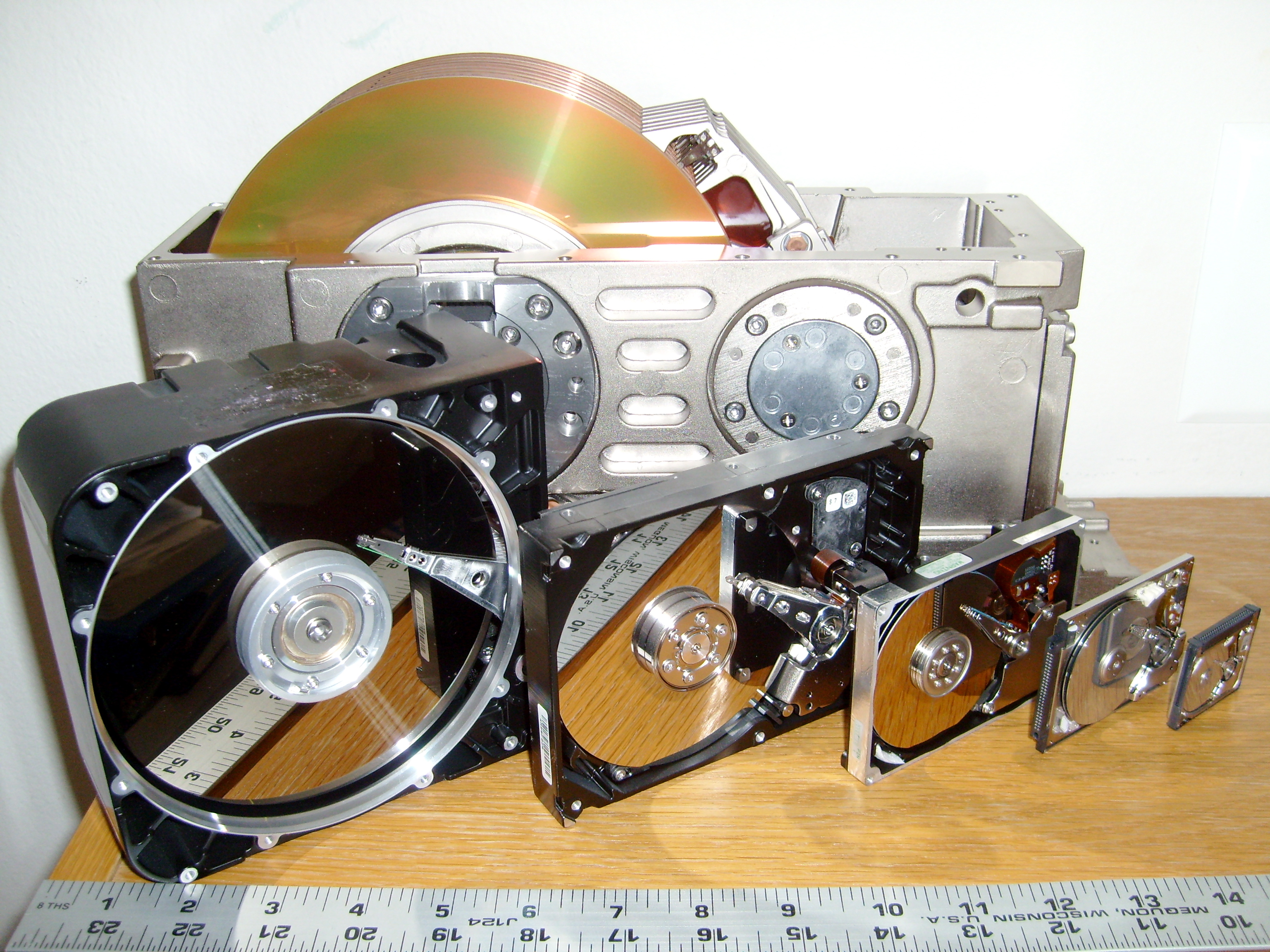
하드 디스크 드라이브 (8, 5.25, 3.5, 2.5, 1.8, 1 인치

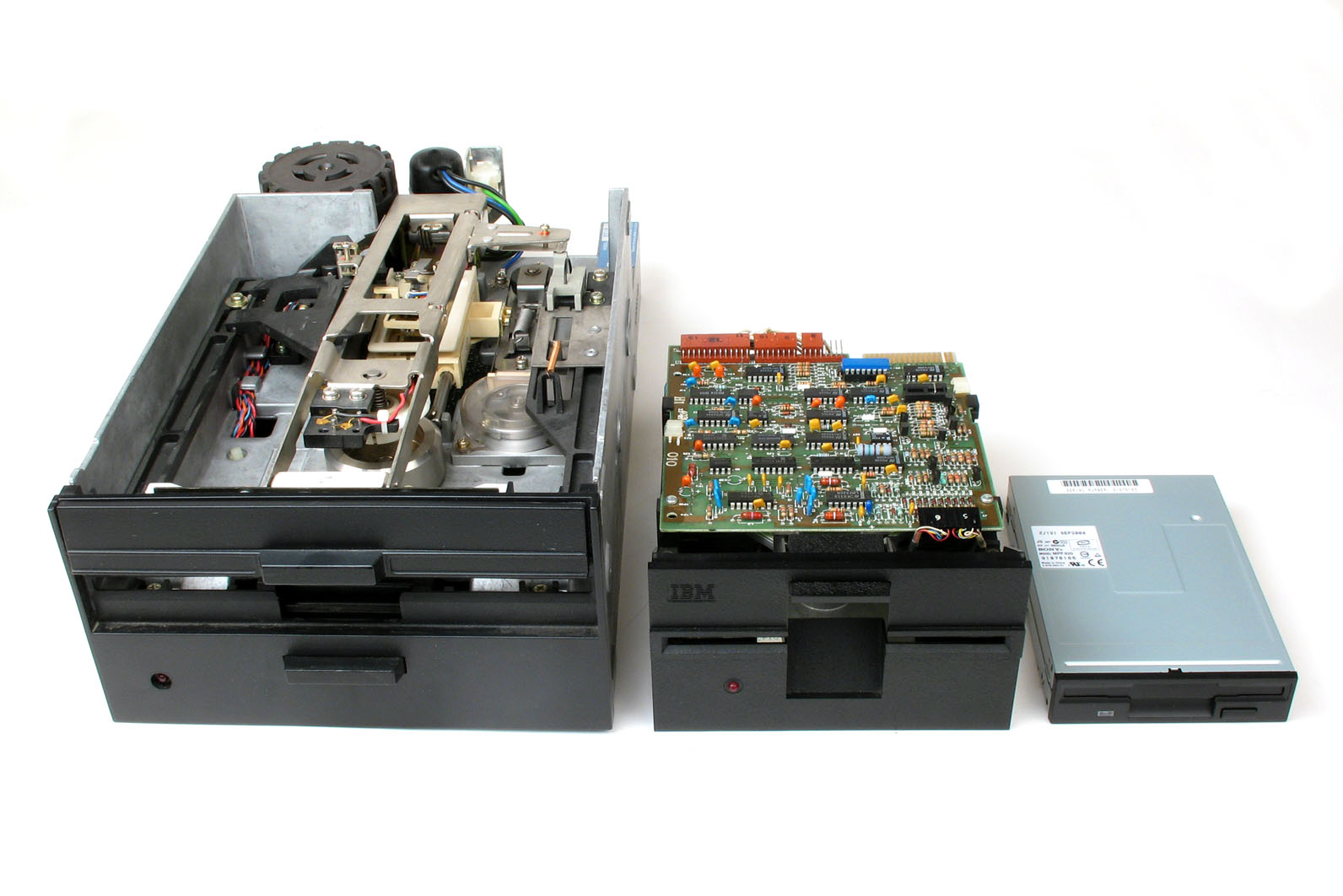
플로피 디스크 드라이브

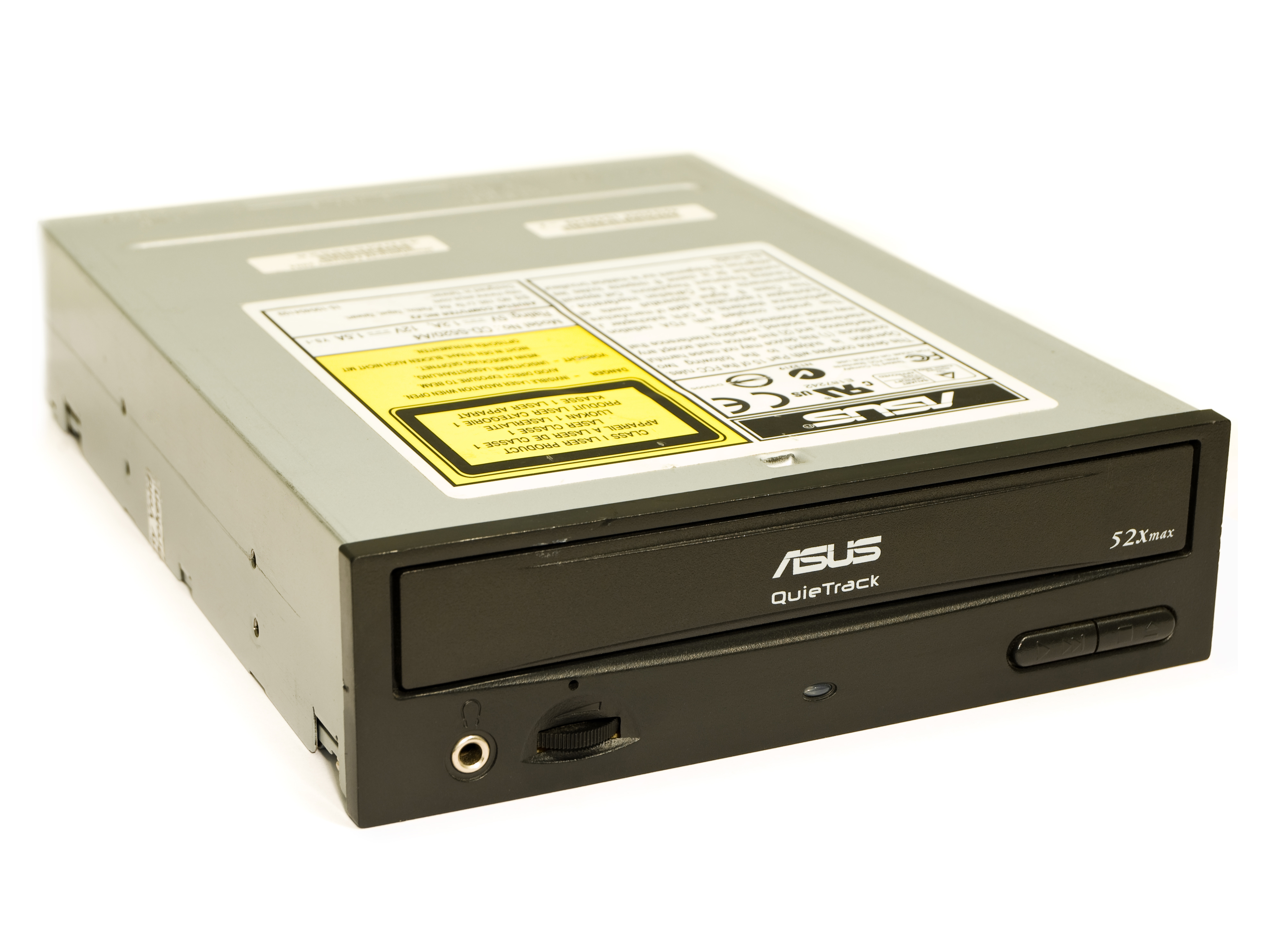
CD-ROM 디스크 드라이브

디스크 드라이브(disk drive, 문화어: 디스크 구동기)는 디스크에 자료를 기록하고, 기록된 자료를 읽어들이는 장치이다. 디스크 기억 장치(disk storage)라고도 한다. 하드 디스크, 플로피 디스크, 광학 디스크를 예로 들 수 있다.

## 원리 및 구조
기억 장치의 디스크는 음반과 비슷하게 생긴 둥그런 판 위에 자성 물질을 발라 놓아 자화시킬 수 있도록 만든 것으로, 자기 디스크라고 부른다. 자기 디스크는 자료가 기록된 위치에 관계없이 빨리 찾아 읽을 수 있고, 기억 용량도 커서 많이 사용되는 보조 기억 장치이다.
디스크 드라이버에서는 자기 디스크를 여러 장 모아 하나의 축에 고정시켜서 만든 디스크 팩을 사용한다. 디스크 한 장에는 여러 개의 동심원이 있는데, 이것을 트랙이라고 부른다. 바깥쪽 트랙이 안쪽 트랙보다 크지만 기록되는 자료의 양은 같다. 트랙은 또다시 여러 개로 등분되는데, 등분된 트랙의 각 부분을 섹터라고 부른다.

## 역사
1950년대와 1960년대 초에 단일 데이터 비트는 자기 코어 메모리에서 자기적인 변화를 일으키며 저장되었다.
그 뒤에 세네제이에 위치한 IBM사의 과학자들은 자기적으로 극성을 줄 수 있는 필름으로 코팅된 회전 드럼을 개발하였다. 자기 극성을 바꿈으로써 데이터를 저장하는 데 이용하였다. 이 드럼은 낮은 용량 때문에 나중에 디스크에 가려지게 되었다.
여러 해 동안 IBM사에서 일해온 발명가 레이 존슨은 디스크 드라이브의 아버지라고 불린다.

## 같이 보기
- 기억 장치
- 콤팩트 디스크
- 플로피 디스크
- 하드 디스크
- 단편화
- 솔리드 스테이트 드라이브